# اگونگوانتو
اگونگوانتو (به لاتین: Agongointo) یک منطقهٔ مسکونی در بنین است که در استان زو واقع شده‌است.

## خصوصیات
اگونگوانتو ۴٬۰۲۴ نفر جمعیت دارد.